# Chery Tiggo 8L
Der Chery Tiggo 8L ist ein Sport Utility Vehicle des chinesischen Automobilherstellers Chery Automobile. Eine Version mit Plug-in-Hybrid-Antrieb wird als Chery Fengyun T9 vermarktet. Auf dem russischen Markt wird der Wagen als Chery Tiggo 9 angeboten. Der chinesische Tiggo 9 ist dort als Jaecoo J8 bekannt.

## Geschichte
Vorgestellt wurde das rund 4,80 Meter lange Fahrzeug zunächst in der Plug-in-Hybrid-Ausführung im Februar 2024. Diese Version kam im Mai 2024 auf dem chinesischen Markt in den Handel. Die Version mit Verbrennungsmotor folgte im August 2024. In Russland wird der Wagen seit Dezember 2024 angeboten.

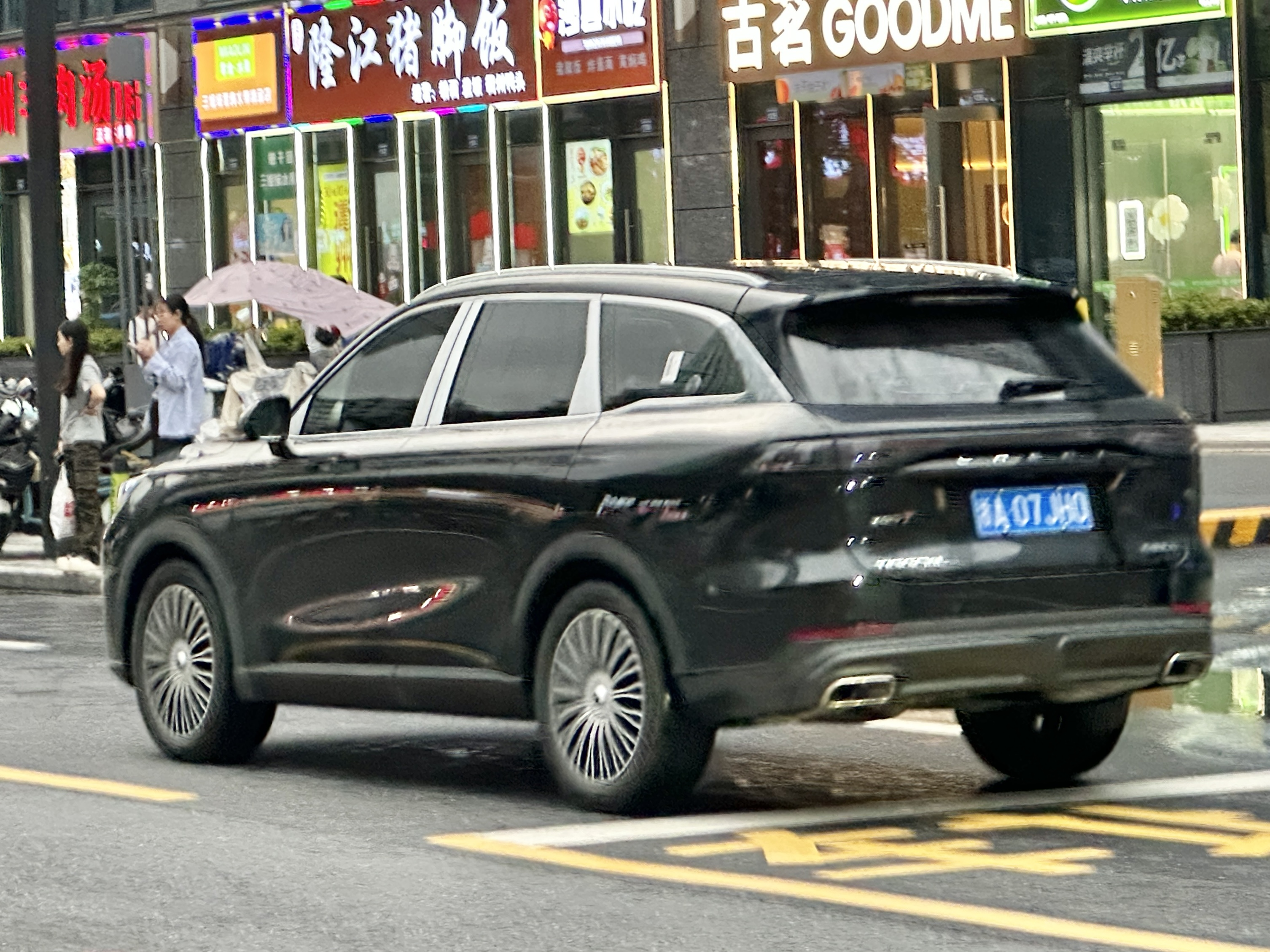
Heckansicht
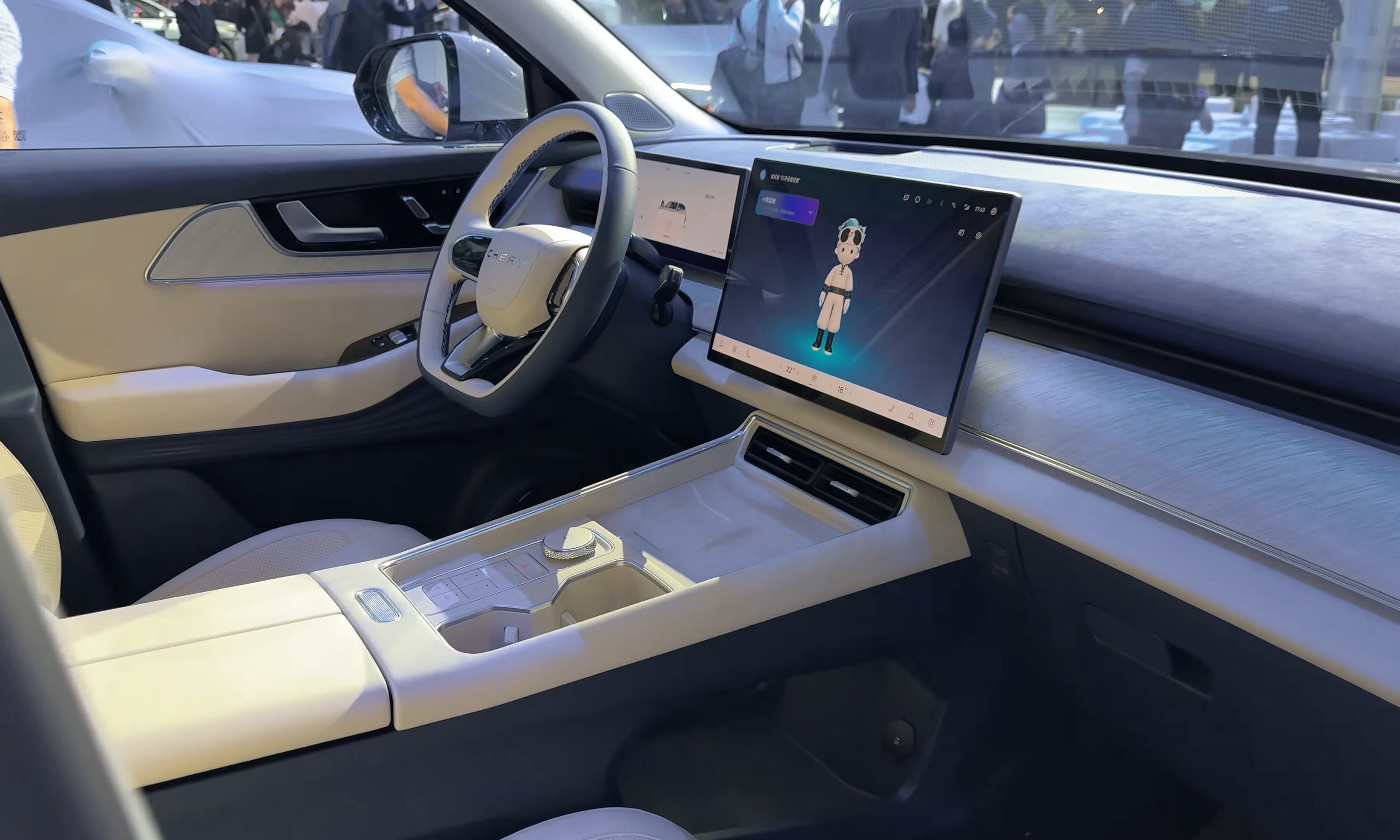
Innenansicht
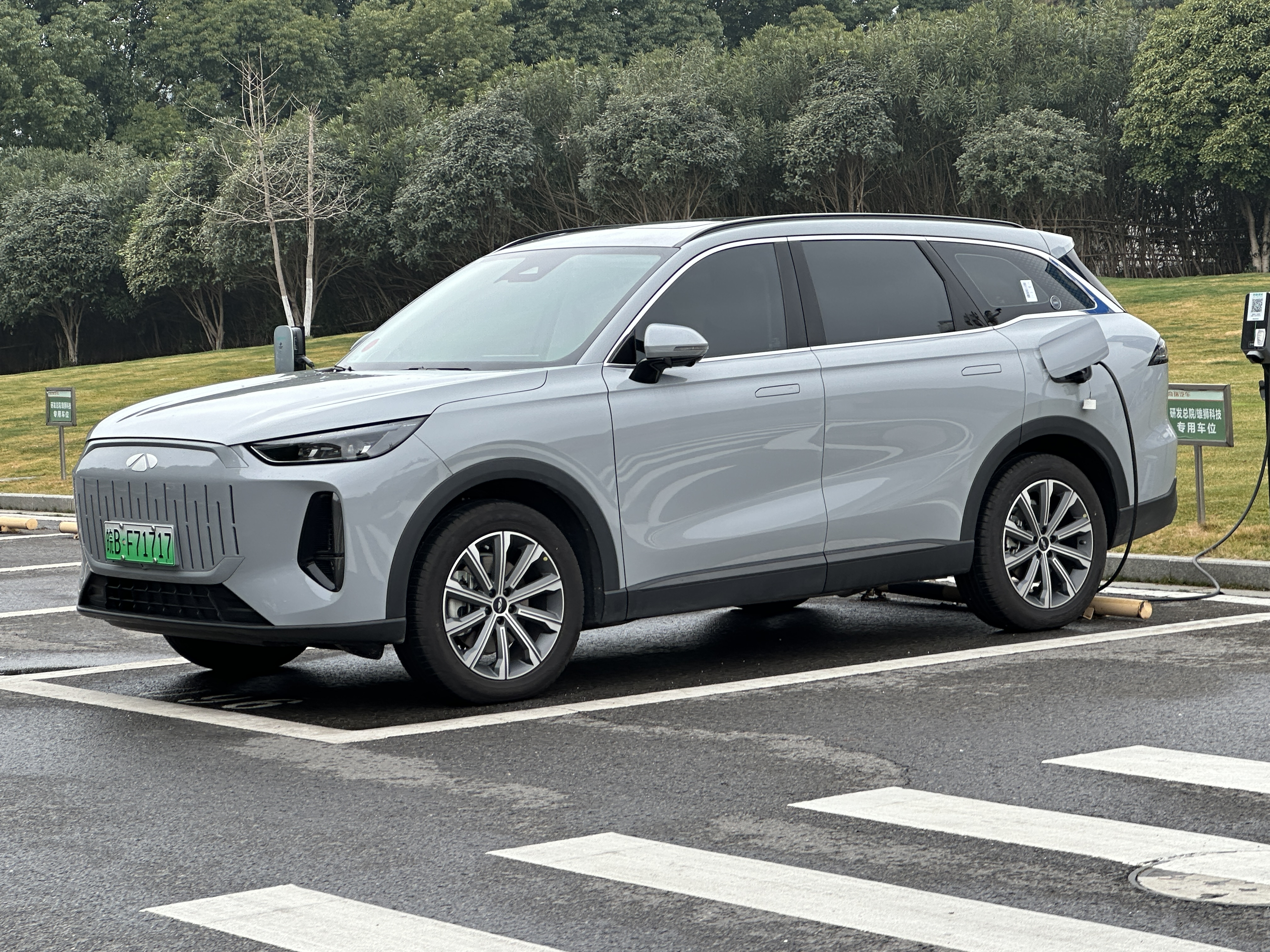
Chery Fengyun T9 (seit 2024)
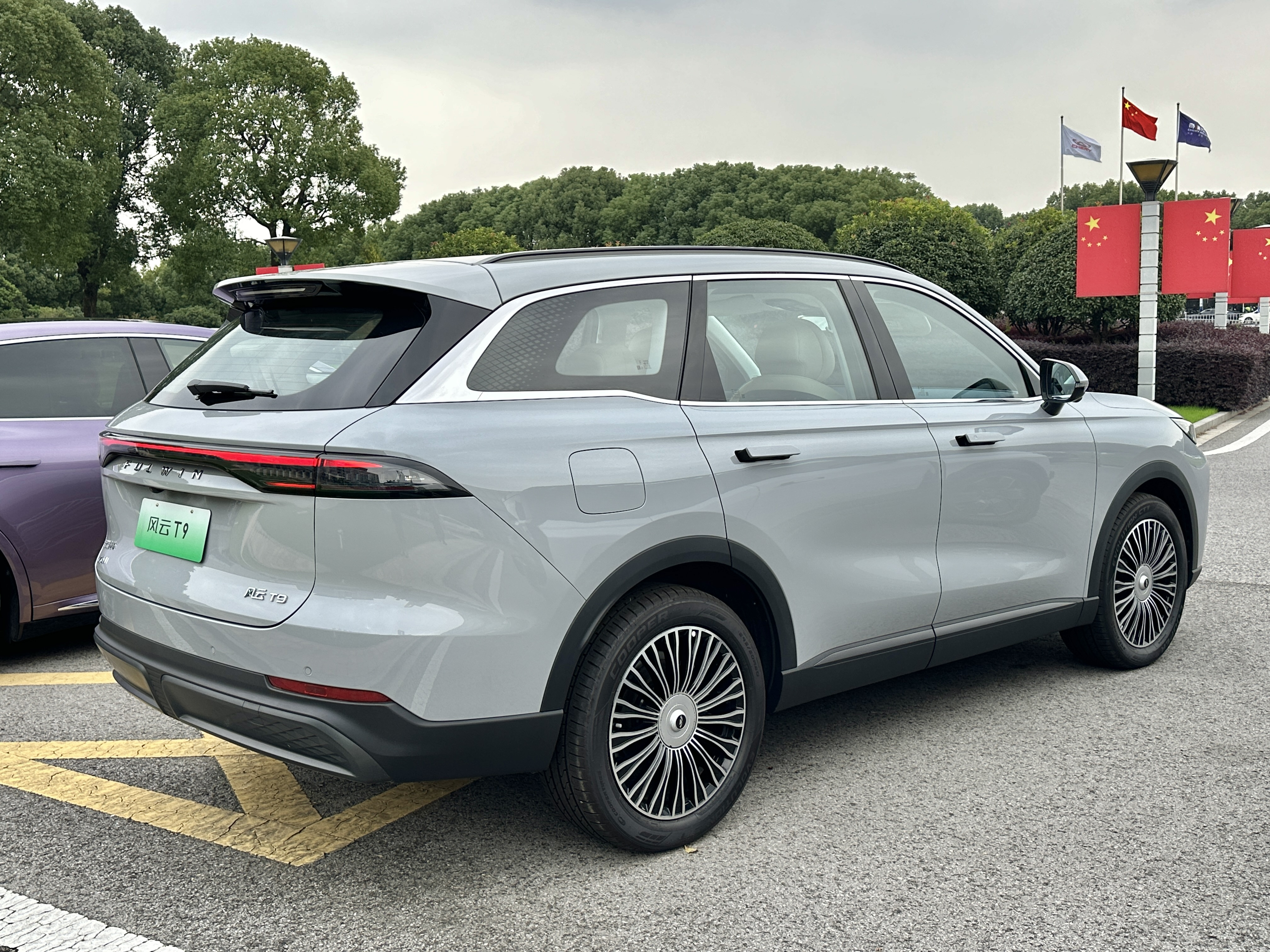
Heckansicht

## Technische Daten
Serienmäßig hat der Wagen in China fünf Sitze, gegen Aufpreis ist dort eine dritte Sitzreihe erhältlich. In Russland gibt es nur die siebensitzige Version. Angetrieben wird die Verbrennerversion von einem aufgeladenen 2,0-liter-Ottomotor. Die maximale Leistung liegt für den chinesischen Markt bei 187 kW (254 PS) und für den russischen Markt bei 183 kW (249 PS). Der Chery Fengyun T9 kombiniert einen aufgeladenen 1,5-Liter-Ottomotor mit einem Elektromotor. Zunächst kam als Energiespeicher ein Lithium-Ionen-Akkumulator zum Einsatz. Dieser wurde dann im November 2024 durch einen Lithium-Eisenphosphat-Akkumulator ersetzt.
|                                             | Chery Tiggo 9 2.0T 4WD     | Chery Tiggo 8L 2.0T        | Chery Tiggo 8L 2.0T 4WD    | Chery Fengyun T9          | Chery Fengyun T9                  | Chery Fengyun T9                  |
| ------------------------------------------- | -------------------------- | -------------------------- | -------------------------- | ------------------------- | --------------------------------- | --------------------------------- |
| Markt                                       | Russland                   | China                      | China                      | China                     | China                             | China                             |
| Bauzeitraum                                 | seit 12/2024               | seit 08/2024               | seit 08/2024               | 05/2024–11/2024           | seit 11/2024                      | seit 11/2024                      |
| Motorkenndaten                              |                            |                            |                            |                           |                                   |                                   |
| Motorart                                    | Ottomotor                  | Ottomotor                  | Ottomotor                  | Ottomotor + Elektromotor  | Ottomotor + Elektromotor          | Ottomotor + Elektromotor          |
| Motorbauart                                 | R4                         | R4                         | R4                         | R4                        | R4                                | R4                                |
| Hubraum                                     | 1998 cm³                   | 1998 cm³                   | 1998 cm³                   | 1499 cm³                  | 1499 cm³                          | 1499 cm³                          |
| max. Leistung Verbrennungsmotor bei min−1   | 183 kW (249 PS) / 5500     | 187 kW (254 PS) / 5500     | 187 kW (254 PS) / 5500     | 115 kW (156 PS)           | 115 kW (156 PS)                   | 115 kW (156 PS)                   |
| max. Leistung Elektromotor vorne            | —                          | —                          | —                          | 150 kW (204 PS)           | 150 kW (204 PS)                   | 165 kW (224 PS)                   |
| max. Systemleistung                         | —                          | —                          | —                          | 265 kW (360 PS)           | 265 kW (360 PS)                   | 280 kW (381 PS)                   |
| max. Drehmoment Verbrennungsmotor bei min−1 | 375 Nm / 1750–4000         | 390 Nm / 1750–4000         | 390 Nm / 1750–4000         | 220 Nm                    | 220 Nm                            | 220 Nm                            |
| max. Drehmoment Elektromotor vorne          | —                          | —                          | —                          | 310 Nm                    | 310 Nm                            | 390 Nm                            |
| max. Systemdrehmoment                       | —                          | —                          | —                          | 530 Nm                    | 530 Nm                            | 610 Nm                            |
| Kraftübertragung                            |                            |                            |                            |                           |                                   |                                   |
| Antrieb                                     | Allradantrieb              | Vorderradantrieb           | Allradantrieb              | Vorderradantrieb          | Vorderradantrieb                  | Vorderradantrieb                  |
| Getriebe                                    | 8-Stufen-Automatikgetriebe | 8-Stufen-Automatikgetriebe | 8-Stufen-Automatikgetriebe | 1-Stufen-Hybridgetriebe   | 1-Stufen-Hybridgetriebe           | 1-Stufen-Hybridgetriebe           |
| Messwerte                                   |                            |                            |                            |                           |                                   |                                   |
| Höchstgeschwindigkeit                       | 220 km/h                   | 200 km/h                   | 200 km/h                   | 180 km/h                  | 180 km/h                          | 180 km/h                          |
| Beschleunigung, 0–100 km/h                  | 8,0 s                      | k. A.                      | k. A.                      | 7,8 s                     | 7,8 s                             | k. A.                             |
| Kraftstoffverbrauch auf 100 km, kombiniert  | 8,3 l Super                | 7,8 l Super                | 8,5 l Super                | 1,4 l Super               | 1,4 l Super                       | 1,4 l Super                       |
| Tankinhalt                                  | 65 l                       | 65 l                       | 65 l                       | 70 l                      | 70 l                              | 70 l                              |
| Batterie                                    | —                          | —                          | —                          | Lithium-Ionen-Akkumulator | Lithium-Eisenphosphat-Akkumulator | Lithium-Eisenphosphat-Akkumulator |
| Energieinhalt                               | —                          | —                          | —                          | 19,43 kWh                 | 18,67 kWh                         | 34,46 kWh                         |
| elektrische Reichweite nach WLTP            | —                          | —                          | —                          | 95 km                     | 95 km                             | 160 km                            |
| Abgasnorm                                   | Euro 6                     | China VIb                  | China VIb                  | China VIb                 | China VIb                         | China VIb                         |